# Diary (Winkのアルバム)
『Diary』（ダイアリー）は、Winkの4枚目のベスト・アルバム。1994年3月25日にポリスターより発売された。

## 概要
Winkのシングル表題曲のほか、アルバムからも3曲選曲されている。初の両A面シングルながらアルバム未収録であった「イマージュな関係」や、アルバム『Especially For You 〜優しさにつつまれて〜』『BRUNCH』からも選曲され、最新シングル「いつまでも好きでいたくて」を1曲目に配し、リリース順を遡る形での曲順構成になっている。ジャケット及びディスクのレーベル面には、″WINK BEST ALBUM″ の表記がある。
M-3「MOVIN' ON」は、未表記であるがオリジナルにあった冒頭の音合わせ風のイントロを割愛したエディット・ヴァージョンで収録。
これまでは年末にベスト・アルバムを発売する傾向があったが、1993年はベスト・アルバムの発売がなく本作は翌1994年3月（年度末）の発売となった。

## 収録曲

### CD
| #         | タイトル                                       | 作詞  | 作曲・編曲 | 時間 |
| --------- | ---------------------------------------------- | ----- | ---------- | ---- |
| 1.        | 「いつまでも好きでいたくて」                   |       |            | 4:41 |
| 2.        | 「咲き誇れ愛しさよ」                           |       |            | 3:29 |
| 3.        | 「MOVIN' ON」                                  |       |            | 5:03 |
| 4.        | 「追いつめたい」                               |       |            | 4:22 |
| 5.        | 「結婚しようね」                               |       |            | 4:12 |
| 6.        | 「イマージュな関係」                           |       |            | 4:45 |
| 7.        | 「背徳のシナリオ」                             |       |            | 4:23 |
| 8.        | 「真夏のトレモロ」                             |       |            | 4:03 |
| 9.        | 「ニュー・ムーンに逢いましょう」               |       |            | 4:20 |
| 10.       | 「夜にはぐれて 〜Where Were You Last Night〜」 |       |            | 4:23 |
| 11.       | 「Sexy Music」                                 |       |            | 3:39 |
| 12.       | 「One Night In Heaven 〜真夜中のエンジェル〜」 |       |            | 4:04 |
| 13.       | 「淋しい熱帯魚」                               |       |            | 4:26 |
| 14.       | 「Especially For You」                         |       |            | 4:06 |
| 15.       | 「涙をみせないで 〜Boys Don't Cry〜」          |       |            | 3:41 |
| 16.       | 「愛が止まらない 〜Turn It Into Love〜」       |       |            | 3:29 |
| 合計時間: | 合計時間:                                      | 67:23 |            |      |